# Административно деление на Швейцария
Териториалното устройство на Швейцария като федеративна република включва 26 кантона – 20 „пълни кантона“ и 6 „полукантона“.

## Кантони
Кантоните (на немски: Kantone; на френски: cantons; на италиански: cantoni; на романшки: chantuns) представляват полунезависими малки държави в рамките на Конфедерацията Швейцария.
Всеки кантон има следните органи на властта:
- „Grosser Rat“, „Kantonsrat“ или „Landesrat“ (името варира в различните кантони) – законодателен орган (местен парламент);
- „Kantonsregierung“ – изпълнителен орган;
- „Kantonsgericht“ – съдебна власт.

Кантоните Апенцел (Appenzell), Гларус (Glarus) и Унтервалден (Unterwalden) не провеждат избори и гласувания, а т. нар. „Landsgemeinde“ – събрание на открито на всички жители. Участниците в тях вдигат ръка, за да покажат съгласие или несъгласие със съответното предложение.
Отговорностите на кантоните са дефинирани в техните „Kantonsverfassung“ (кантонални конституции, и обхващат: образование, транспорт и транспортна инфраструктура, социални служби.

### Пълни кантони
Списък на пълните кантони (с приетите в България названия):
- Цюрих
- Берн
- Люцерн
- Ури
- Швиц
- Гларус
- Цуг
- Фрибур
- Золотурн
- Шафхаузен
- Санкт Гален
- Граубюнден
- Ааргау
- Тургау
- Тичино
- Во
- Вале
- Ньошател
- Женева
- Юра

### Полукантони
- Апенцел Аусерроден
- Апенцел Инерроден
- Базел Щат
- Базел Ландшафт
- Обвалден
- Нидвалден

## Окръзи
Всеки кантон се състои от различен брой окръзи. Всеки окръг има следните органи на властта:
- „Bezirksrat“ – изпълнителен орган.
- „Bezirksgericht“ – съдебна власт.

Правомощията на кантоните са в сферите образование и правораздаване.

## Общини
Всеки окръг се състои от общини. Общият брой на общините в Швейцария към 01.01.2019 г. е 2212. Община с повече от 10 000 жители се счита за град (Stadt), а с по-малко – за село (Dorf). Изключение правят някои села, имащи статут на град по исторически причини.
Всяка община има следните органи на властта:
- „Gemeindeversammlung“ (събрание на жителите, в повечето кантони нефизически, за гласуване и избори) – законодателен орган;
- „Gemeinderat“ или „Stadtrat“ (кметство) – изпълнителен орган;
- „Friedensrichter“ – съдебна власт.

Задълженията на общините включват грижи за:
- местни служби – електрозахранване, водоснабдяване и канализация, пожарна служба, полиция и т.н.,
- транспорт – общински пътища и улици,
- училища,
- данъци (варират значително между различните общини).

Всеки гражданин на Швейцария е преди всичко гражданин на своята община, след това – гражданин на своя кантон, и едва след това – гражданин на Швейцарската конфедерация. По съответния начин е построена и системата за данъчно облагане – всеки гражданин внася 3 различни данъка върху дохода си: един – в бюджета на Конфедерацията, втори – в бюджета на кантона, и трети – в своята община.